# Yoshiji Soeno
Yoshiji Soeno (jap. 添野義二 Soeno Yoshiji; ur. 29 września 1947) – japoński karateka, założyciel organizacji Shidokan (Kancho, 10 dan). 
Soeno zainteresował się sztukami walki jako mały chłopiec. Na początku było to judo i kendo. Po kilku latach praktyki trafił do dojo Masutatsu Oyamy, by rozpocząć treningi karate kyokushin. Ponieważ fascynowały go wszelkie formy treningu pełnokontaktowego, równocześnie pobierał nauki boksu tajskiego. Był jednym z najlepszych uczniów Masutatsu Oyamy, co potwierdził zdobywając m.in. drugie miejsce na Pierwszym Otwartym Turnieju Kyokushin Karate, który zorganizowany został w 1969 roku w Tokio. 
Po swoich sukcesach nazywany był Tygrysem Kyokushin lub Tygrysem Johsai - na Uniwersytecie Johsai prowadził własne dojo, gdzie nauczał karate i thai boxingu. W swojej karierze zawodniczej stoczył również wiele walk thai boxerskich, ma na koncie ok. dziesięciu wygranych turniejów, w tym również zawodów organizowanych w Tajlandii. 
Pod koniec lat 70. Yoshiji Soeno odszedł z organizacji kyokushin, natomiast w 1981 roku założył światowe Stowarzyszenie Karate Shidokan (World Karate Associacion The Shidokan).